# Sanjiva dolina
Sanjiva dolina (eng. Sleepy Hollow) je film iz 1999. godine, režisera Tima Burtona, baziran na kratkoj priči Legenda o Sanjivoj dolini američkog autora Washingtona Irvinga iz 1820.
U glavnim ulogama su zvijezde Johnny Depp i Christina Ricci, s Mirandom Richardson, Michael Gambon, Casper Van Dien, i Jeffrey Jones su u sporednim ulogama. Radnja prati policajaca Ichaboda Cranea (Depp) koji je poslan iz New Yorka da istraži niz ubojstava u selu Sleepy Hollow. Ovo ujedno i prvi film studia Mandalay Pictures.

### Radnja
Ichabod Crane je detektiv 18. stoljeća iz New Yorka, poslan u maleni gradić kako bi ispitao slučajeve misteriozne dekapitacije.
Kada, uvijek racionalni Crane dođe u maleno selo, u okrugu donji Westchester, otkriva da većina domaćih misli kako su dekapitacije djela Bezglavog jahača, duha monstruoznog hessianskog plaćenika, koji je, čini se, čudnovato povezan s jednom od najistaknutijih obitelji, a došao je u mali gradić u želji za osvetom. Ichabod ignorira mistične razloge ubojstava, te se okreće znanstvenom pojašnjenju ubojičinog ludila. Kroz istragu, Crane upoznaje mladu i lijepu Katrinu Van Tassel, kćerku lokalnog bogataša... 

### Uloge
- Johnny Depp –  Ichabod Crane
- Christina Ricci –  Katrina Van Tassel
- Ian McDiarmid –  Doctor Lancaster
- Miranda Richardson –  Lady Van Tassel/Crone Sister
- Marc Pickering –  Young Masbath
- Michael Gambon –  Baltus Van Tassel
- Jeffrey Jones – Reverend Steenwyck
- Casper Van Dien – Brom Van Brunt
- Michael Gough as Notary Hardenbrook
- Christopher Walken – Bezglavi jahač
- Claire Skinner – Midwife Beth Killian
- Steven Waddington – Killian, Beth's husband
- Richard Griffiths – Magistrate Philipse
- Christopher Lee – Burgomaster
- Alun Armstrong – High Constable
- Martin Landau – Peter Van Garrett
- Lisa Marie Smith – Lady Crane, Ichabodova majka
- Peter Guinness – Lord Crane, Ichabodov otac

### Glazba
Film je uglazbio Danny Elfman.

## Vanjske poveznice
- Profil Internet Movie Database
- Profil Box Office Mojo